# Protestantisme en Italie

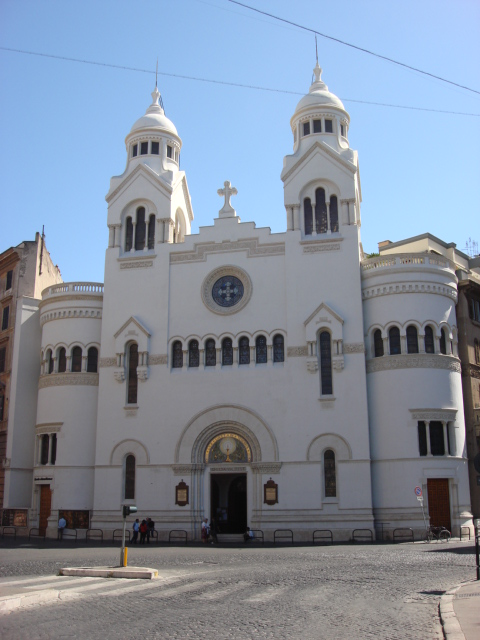
Temple vaudois de la piazza Cavour, à Rome.

Le protestantisme en Italie est une branche chrétienne minoritaire comportant plusieurs Églises.
L'Église catholique est de loin la principale dénomination chrétienne en Italie, mais le protestantisme y a une présence significative. La principale de ces églises historiques est l'Église évangélique vaudoise, fondée avant la Réforme protestante. Elle est présente principalement en Italie, dans les Vallées vaudoises du Piémont et Torre Pellice est son siège principal. Elle est adhérente de l'Alliance réformée mondiale et de la Conférence des Églises protestantes des pays latins d'Europe.
Les autres Églises protestantes, en augmentation, sont surtout de courants évangéliques. La dénomination protestante majoritaire est de loin le pentecôtisme avec 340 000 adhérents, suivi par les Églises dites « historiques » avec 71 600 membres.
Le CESNUR (think tank italien spécialisé dans les études religieuses, en particulier sur les nouvelles religions en Italie) estime que le nombre de protestants en Italie serait de 442 377, soit environ 0,73% de la population totale. Toutefois, en raison de la difficulté de tenir des décomptes précis concernant les appartenances religieuses des immigrés dans le pays, ce chiffre n'est qu'une approximation. 

## Histoire

### Église vaudoise

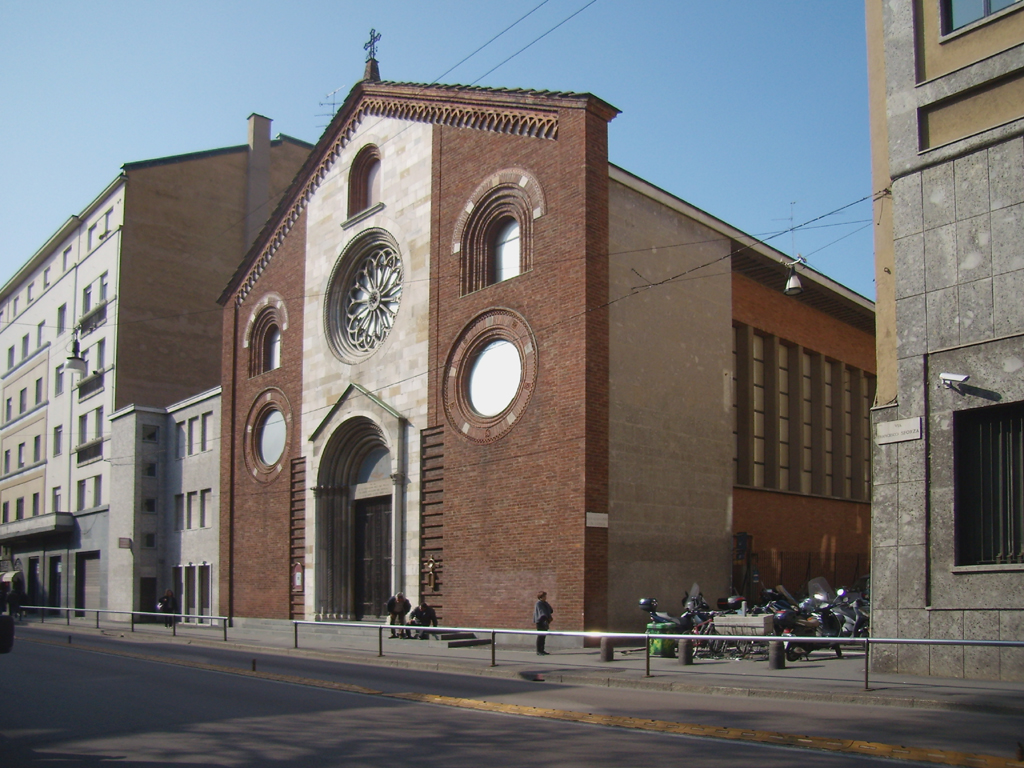
Temple vaudois de Milan.

La plus ancienne des églises protestantes d'Italie, l'Église évangélique vaudoise, est une confession pré-luthérienne fondée par le Lyonnais Pierre Valdès au XIIe siècle. Durant la réforme protestante, l'église adhère à la théologie calviniste et devient la branche italienne des églises réformées. L'essentiel de cette église est concentrée dans un groupe de vallées alpines, les « vallées vaudoises » (Val Pellice, Val Cluson et Val Germanasca), dans l'ouest du Piémont. Depuis 1975, les Vaudois forment une église unie avec l'Église évangélique méthodiste en Italie.
Dans le reste de l'Italie, la Réforme a commencé à la fin du XVe siècle et s'est effondrée rapidement au début du XVIIe siècle victime d'une sévère répression de la part de l'inquisition de l'Église catholique. Nous pouvons citer Benedetto Fontanini qui fut emprisonné pour hérésie. 
Des groupes de protestants italiens ont alors retrouvé une vie plus paisible en Suisse, en particulier dans la région des Grisons italiens.
Le 17 février 1848, Charles Albert, roi de Piémont-Sardaigne, accorde la liberté religieuse et l'émancipation civique aux Vaudois. La liberté de culte et l'égalité des droits civiques et politiques ont ensuite été étendues aux Juifs et aux autres États italiens qui ont été progressivement annexés au Piémont-Sardaigne au cours du processus d'unification de l'Italie. La nouvelle église vaudoise a vu le jour ainsi que l'église chrétienne libre (qui a duré de 1852 à 1904) et l'église chrétienne évangélique des Frères. Pendant ce temps, des missionnaires britanniques et américains commencèrent à prêcher et à établir des églises anglicanes, méthodistes et baptistes.

### Dynamique évangélique actuelle
Au début du XXe siècle, les missionnaires répandent le pentecôtisme dans le pays. De nos jours, la plupart des congrégations pentecôtistes résultantes appartiennent aux assemblées de Dieu en Italie, à la fédération des églises pentecôtistes et à l'église apostolique en Italie.

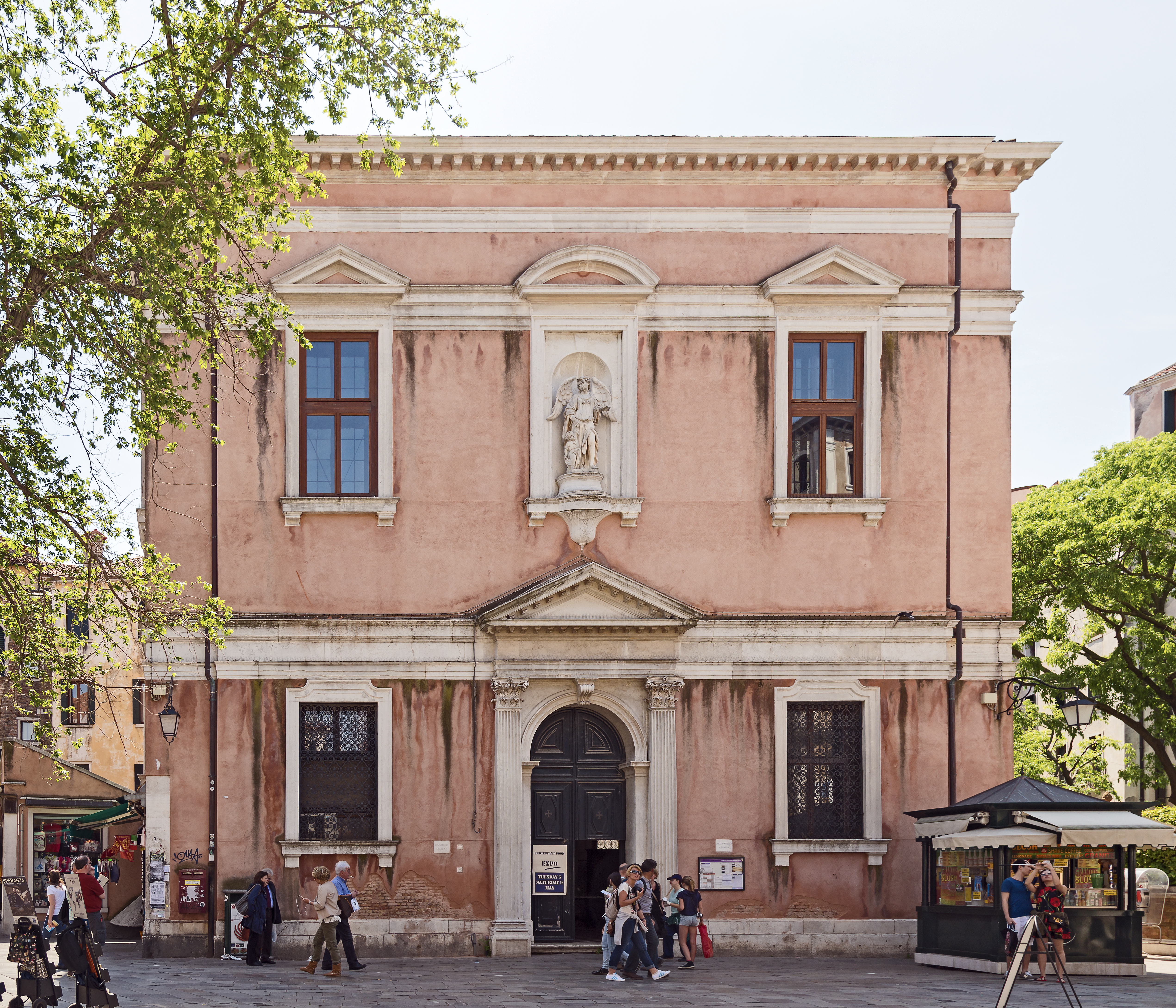
Église luthérienne de Venise.

La Fédération des Églises évangéliques en Italie (FCEI), formée en 1967, comprend toutes les églises protestantes historiques d'Italie (y compris l'Union des églises méthodiste et vaudoise, l’église évangélique luthérienne en Italie, l'Union chrétienne évangélique baptiste d'Italie et des églises mineures), plus deux membres observateurs avec un grand nombre d'adhérents, la fédération des églises pentecôtistes et l'union italienne des Églises adventistes du Septième Jour.
Le protestantisme, surtout dans ses formes évangéliques et pentecôtistes, est donc en augmentation. Massimo Introvigne, fondateur et directeur du CESNUR, rappelle comment Giorgio Bouchard, un pasteur vaudois, lui a dit que « quand il est né, le protestant typiquement italien était un homme, vivait au Piémont, avait un nom de famille comme Bouchard et était un Vaudois » , alors que « aujourd'hui, le croyant protestant typiquement italien est une femme, vit en Campanie ou en Sicile, s'appelle Esposito et est pentecôtiste ». Sans surprise, les Assemblées de Dieu ont la majorité de leurs communautés dans le sud et, selon Caritas Italiana (it), en 2012, l'Italie comptait 850 « églises néo-pentecôtistes africaines ».